# کابوس (فیلم ۱۹۶۴)
کابوس (به انگلیسی: Nightmare (1964 film)) یک فیلم به کارگردانی فردی فرانسیس است که در سال ۱۹۶۴ منتشر شد. از بازیگران آن می‌توان به جرج ای کوپر اشاره کرد.